# Villazón
Pour les articles homonymes, voir Villazón (homonymie).
Villazón est une ville du département de Potosí, en Bolivie, et le chef-lieu de la province de Modesto Omiste. Elle est située à l'extrême sud du pays, dans l'Altiplano, à la frontière argentine et à 678 km de la capitale La Paz. Sa population s'élevait à 28 045 habitants en 2005.
Villazón est une ville frontalière typique caractérisée par toutes sortes de commerces légaux ou liés à la contrebande ; ceci constitue l'activité principale de la cité. Les prix y étant généralement bas, elle est une destination d'achat privilégiée pour les Argentins de la province de Jujuy. Le centre est moderne et compte de nombreux petits commerces, dans lesquels se vendent surtout des produits électroniques et textiles.
Au sud de Villazón, au-delà de la frontière argentine, se trouve la ville de La Quiaca, qui fait partie de la même agglomération. Les deux villes sont liées par le pont international Horacio Guzmán qui traverse le río La Quiaca.